# Martin Hindorff
Martin Leonard Hindorff (Nyköping, 30 maart 1897 – Stockholm, 5 maart 1969) was een Zweeds zeiler.
Hindorff won tijdens de Olympische Zomerspelen 1932 de gouden medaille in de 6 meter klasse. Vier jaar later won Hindorff de bronzen olympische medaille wederom in de 6 meter klasse. Tijdens de volgende Olympische Zomerspelen twaalf jaar later won Hindorff wederom de bronzen medaille in de 6 meter klasse.

## Olympische Zomerspelen
| Jaar | Plaats      | Resultaten     |
| ---- | ----------- | -------------- |
| 1932 | Los Angeles | 6 meter klasse |
| 1936 | Berlijn     | 6 meter klasse |
| 1948 | Londen      | 6 meter klasse |

1908: Charles Crichton / Gilbert Laws / Thomas McMeekin ·
1912: Amédée Thubé / Gaston Thubé / Jacques Thubé
1920 (model 1907): Frédéric Bruynseels / Émile Cornellie / Florimond Cornellie ·
1920 (model 1919): Andreas Brecke / Paal Kaasen / Ingolf Rød ·
1924: Christopher Dahl / Eugen Lunde / Anders Lundgren ·
1928: Erik Anker / Johan Anker / Håkon Bryhn / Olaf van Noorwegen ·
1932: Olle Åkerlund / Åke Bergqvist / Martin Hindorff / Tore Holm ·
1936: Miles Bellville / Christopher Boardman / Russell Harmer / Charles Leaf / Leonard Martin ·
1948: Alfred Loomis / Michael Mooney / James Smith / James Weekes / Herman Whiton ·
1952: Everard Endt / John Morgan / Eric Ridder / Julian Roosevelt / Emelyn Whiton / Herman Whiton